# Ihor Duhinec
Ihor Oleksijovyč Duhinec (in ucraino Ігор Олексійович Дугінец?; Kuybisheve, 20 maggio 1956) è un ex discobolo sovietico.

## Palmarès
| Anno | Manifestazione   | Sede     | Evento           | Risultato | Misura  | Note |
| ---- | ---------------- | -------- | ---------------- | --------- | ------- | ---- |
| 1975 | Europei juniores | Atene    | Lancio del disco | Bronzo    | 53,70 m |      |
| 1980 | Olimpiadi        | Mosca    | Lancio del disco | 6º        | 64,04 m |      |
| 1982 | Europei          | Atene    | Lancio del disco | Argento   | 65,60 m |      |
| 1983 | Mondiali         | Helsinki | Lancio del disco | 11º       | 60,44 m |      |